# Пјана (Беневенто)
Пјана је насеље у Италији у округу Беневенто, региону Кампанија.
Према процени из 2011. у насељу је живело 76 становника. Насеље се налази на надморској висини од 77 м.